# Juultje Tieleman
Juultje Tieleman (Dirksland, 7 juli 1999), is een Nederlandstalige vlogster op YouTube en influencer op Instagram. In maart 2022 had ze op Instagram 1 miljoen volgers.
Tieleman plaatste in februari 2014 de eerste foto op Instagram, maar is pas bekend geworden in 2016 door haar toenmalige relatie met youtuber Giovanni Latooy. Na de beëindiging hiervan  ging Tieleman verder met haar Instagram en startte ze haar eigen YouTube-kanaal dat in maart 2022 was gegroeid tot 170.000 abonnees. Daarnaast staat ze regelmatig model voor merken zoals Zalando en Hunkemöller.
In 2019 was ze een van de hoofdpersonen in de Videoland-documentaire Ik Ben Influencer waar ze een jaar voor werd gevolgd door documentairemaakster Laura Veenema. In de documentaire vertelt ze samen met influencers Qucee en Kaj Gorgels over de roem, onzekerheid en angst als influencer.
Sinds 2020 is Tieleman ambassadeur voor Stichting Free a Girl.
In 2022 was Tieleman een van de deelnemers aan het 22e seizoen van het RTL 4-programma Expeditie Robinson. Ze viel als zesde af en eindigde daarmee op de zestiende plek.
In het voorjaar van 2024 maakte Tieleman haar acteerdebuut in de bioscoopfilm Verliefd op Bali. Datzelfde jaar was ze tevens te zien in de bioscoopfilm Rokjesnacht. In januari 2025 bracht Tieleman in samenwerking met Bilal Wahib het nummer O.N.S. uit.

## Filmografie
- 2024: Verliefd op Bali, als Yfke
- 2024: Rokjesnacht, als Anneke